# عبد العزيز بن عبد الله الفدا
أ.د. عبد العزيز بن عبد الله الفدا مدير جامعة الملك سعود بالفترة من 28 رجب 1393 هـ إلى 6 ذو الحجة 1399 هـ

## المناصب
- وكيل لجامعة الملك سعود من عام 1391 هـ لعام 1393 هـ.[2]
- عضو في مجلس الأعلى لجامعة الإمام محمد بن سعود الإسلامية بعد صدور الأمر الملكي بتاريخ 3 ربيع الأول 1395 هـ وكان المجلس برئاسة الشيخ حسن بن عبد الله آل الشيخ وزير المعارف في وقتها.[3]

## إنجازاته في إدارة الجامعة
- الدراسة والتخطيط لبناء مقر للجامعة الجديد - مقر الجامعة الحالي - في غرب مدينة الرياض.
- تم الاحتفال بمرور خمس عشرة سنة على إنشاء الجامعة، ولأول مرة يشاهد الناس العمداء والأساتذة والطلاب وهم يسيرون في صفوف متراصة وهم يلبسون عباءات صممت خصيصا بأطراف ملونة لكل كلية. وقد رأس هذا الاحتفال الأمير فهد بن عبد العزيز آل سعود (الملك فهد بن عبد العزيز لاحقا).
- بدأت الجامعة في عهده عقد المؤتمرات والندوات، فكان مؤتمر رسالة الجامعة أول مؤتمر يعقد في الجامعة 1394 هـ.
- تم في عهده إنشاء كلية طب الأسنان بجامعة الملك سعود بتاريخ 1395 هـ.[4]
- إنشاء كلية العلوم الطبية التطبيقية بجامعة الملك سعود بتاريخ 1399 هـ.[5]
- عقد الندوة العالمية الأولى لدراسات تاريخ الجزيرة العربية في عام 1397 هـ وهو أول انطلاقة لدراسات تاريخ الجزيرة العربية وآثارها.